# Oedopeza fleutiauxi
Oedopeza fleutiauxi is een keversoort uit de familie van de boktorren (Cerambycidae). De wetenschappelijke naam van de soort werd voor het eerst geldig gepubliceerd in 1980 door Villiers. De soort werd genoemd naar de Franse entomoloog Edmond Fleutiaux.